# Кришка Вас
Кришка Вас (словен. Kriška vas) — поселення в общині Іванчна Гориця, Осреднєсловенський регіон, Словенія. Висота над рівнем моря: 562,1 м.